# Salon des Refusés

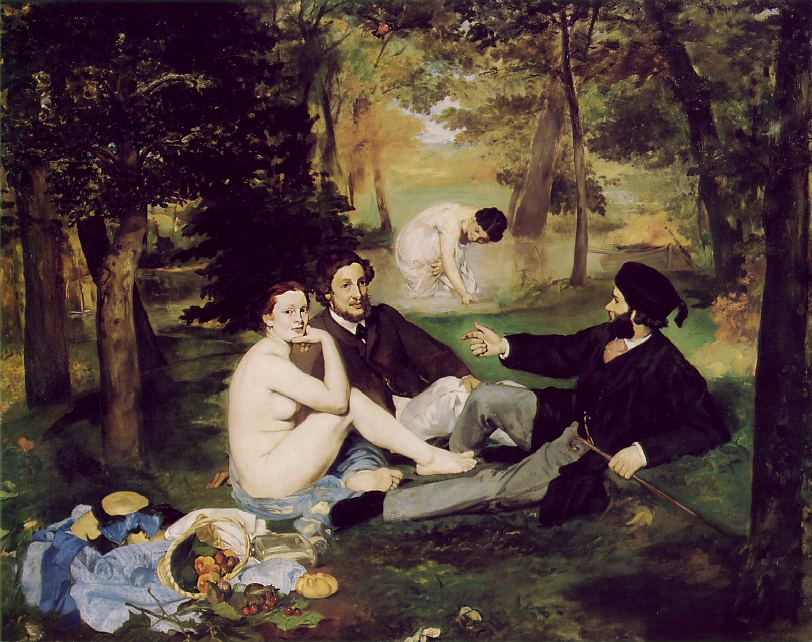
El dinar campestre, obra de Manet inclosa al Salon des Refusés

El Salon des Refusés, (Saló dels Rebutjats) és, en termes generals, una exposició d'obres rebutjades pel jurat del Saló de París oficial, encara que el terme es fa servir normalment per referir-se al concret Salon des Refusés de 1863.
En els anys 1830, les galeries d'art de París ja muntaven exposicions privades a petita escala de les obres rebutjades pels jurats del Saló. L'esdeveniment clamorós de 1863 va ser de fet patrocinat pel govern francès. Aquell any, els artistes van protestar perquè el jurat del Saló havia rebutjat més de 3.000 obres, molt més del normal.
"Desitjant que el públic jutgi la legitimitat d'aquestes queixes", va dir una nota oficial, l'emperador Napoleó III va decretar que els artistes rebutjats podien exposar les seves obres en un annex al Saló oficial. Molts crítics, i el públic, va ridiculitzar els rebutjats (refusés), que incloïen pintures tan famoses com El dinar campestre, d'Édouard Manet i l'obra de James McNeill Whistler, Noia de blanc. Però l'atenció de la crítica també legitima l'emergent avantguarda pictòrica.
Animats per Manet, els impressionistes van exposar les seves obres amb èxit fora del Saló a partir de 1874. Es van organitzar altres Salons des Refusés a París a 1874, 1875, i 1886, moment en què el prestigi i la influència del Saló de París havia decaigut.
Émile Zola va incorporar un relat novel·lat de l'escàndol de 1863 en la seva novel·la L'obra(1886).
Actualment, i per extensió, salon des refuses es refereix a qualsevol exposició d'obres rebutjades pel jurat d'una mostra artística.